# Floris of London
Floris of London o simplemente Floris es una tienda británica de artículos de belleza, fragancias y accesorios.

## Historia
Floris fue fundada en 1730 por Juan Femenias Floris, quién llegó al Reino Unido desde la antigua capital Ciudadela de su isla balear natal de Menorca, España. Ese año inició un pequeño negocio en Jermyn Street, en la elegante esquina de St. James en Londres (Inglaterra), Reino Unido. Juan Femenias Florits inicialmente se desempeñó como barbero y fabricante de peinetas. Pronto extrañaría los aromas del campo y del mar y las sensaciones de su juventud en su sin par mediterránea Menorca.
La primera Autorización Real que recibió J. Floris Ltd fue entregada en 1820 como "Fabricante de Peines de Punta Suave" al recientemente coronado Rey Jorge IV. Actualmente dicha Autorización Real aún se exhibe en 89 Jermyn Street junto con no menos de otras 16 autorizaciones de distintos monarcas británicos. Floris actualmente posee dos: perfumes para Su Majestad Reina Isabel II y fabricante de preparaciones de baño para Su Alteza Real el Príncipe de Gales.
Desde su apertura en 1730, Floris ha provisto fragancias, artículos de baño y accesorios a una base de clientes fieles. Los archivos de Floris contiene diversas cartas valiosas de algunos clientes famosos detallando sus preferencias y sus agradecimientos.Algunos autores de estas cartas son:
- Florence Nightingale: 25 de julio de 1863. Agradece al Sr. Floris por sus fragancias e informa de las enfermedades del Ejército Británico en India.
- Mary Shelley, que entrega instrucciones a sus amigos sobre dónde comprar sus peines favoritos:Floris.
- Beau Brummell discutía acerca de las fragancias con el Sr. Floris.
- Floris es a menudo preferido en algunos personajes ficticios. James Bond,de las novelas de Ian Fleming, siempre utiliza la Fragancia Floris No. 89 (enlace roto disponible en Internet Archive; véase el historial, la primera versión y la última)..

Además de la tienda de Floris en Jermyn Street, la empresa tenía una tienda en la exclusiva Madison Avenue en Nueva York, Estados Unidos. Similar en estilo a la tienda de Jermyn Street, Floris Madison Avenue era el centro de todas las ventas de Floris a través de Estados Unidos.
La tienda en Londres está ubicada en Jermyn Street, en el mismo edificio en el que Juan F. Floris creó el negocio en el siglo XVIII. El mostrador de caoba que aún se utiliza en la tienda fue adquirido directamente en la Gran Exhibición en el Palacio de Cristal en Hyde Park en 1851. Muchos elementos de la época aún se mantienen en la tienda, un ejemplo de los cuales es una almohadilla de terciopelo sobre la cual se deposita el dinero, ya que en el siglo XVIII se consideraba vulgar tocar la mano de otra persona.